# Centro Acadêmico Oswaldo Cruz
O Centro Acadêmico Oswaldo Cruz ou CAOC é a entidade representativa dos estudantes de medicina da Faculdade de Medicina da Universidade de São Paulo, e tem seu nome em homenagem ao célebre médico e sanitarista brasileiro Oswaldo Cruz. Suas atividades se concentram na organização estudantil, na manutenção do seu espaço físico, na luta por demandas dos estudantes, na negociação com a instituição de ensino e na participação nos espaços estudantis. Seus membros são conhecidos como "caoqueiros".
Está sediado no subsolo da Faculdade de Medicina desde que esta teve seu prédio próprio inaugurado em 1934, em Pinheiros, São Paulo. O espaço cedido pela Faculdade, conhecido como "Porão", é uma área de cerca de 4 mil m² que compreende o Centro de Vivências (possivelmente o maior do Brasil) e outros ambientes. O CAOC mantém suas atividades por meios próprios, mas também recebe apoio da Fundação Faculdade de Medicina, uma Organização Social de Saúde (OSS) vinculada à USP.
As gestões do CAOC são eleitas anualmente por voto direto de todos os estudantes, e sua posição política varia de acordo com o período histórico. No entanto, seus membros sempre atuaram no movimento estudantil brasileiro, junto à DENEM e também na USP, através do Conselho de Centros Acadêmicos (CCA) do DCE Livre da USP. Além disso, sua estrutura serve de apoio para iniciativas culturais, sociais e projetos de extensão dos estudantes. Alguns desses projetos eventualmente crescem e alcançam autonomia, mas ainda se mantém vinculados ao Centro Acadêmico. Como exemplo, há o cursinho comunitário pré-vestibular MedEnsina.
O CAOC teve papel fundamental na campanha para construção do Hospital das Clínicas da FMUSP na década de 30, na criação da União Nacional dos Estudantes (UNE), no ativismo político de resistência ao regime militar e no movimento Diretas Já. A partir dele também surgiram muitas iniciativas pioneiras no meio universitário e que depois se difundiram, como a liga acadêmica, a organização de congressos científicos anuais e a edição e publicação continuada de revista acadêmica e jornal estudantil.
Em 13 de setembro de 2013 o CAOC completou 100 anos de existência, sendo portanto um dos centros acadêmicos mais antigos do Brasil, sendo o Centro Acadêmico Ruy Barbosa da Faculdade de Direito da Universidade Federal da Bahia, fundado em 3 de novembro de 1897, o mais antigo do país.

## História
O CAOC foi fundado em 1913 pela primeira turma do curso de medicina criado no ano anterior, na época o único de São Paulo. Seu primeiro presidente foi Ernesto de Sousa Campos, que depois se tornou fundador da USP e Ministro da Educação e Saúde Pública. Das diversas publicações do CAOC, destacam-se o jornal "O Bisturi", publicado desde 1930 e enviado aos CAs de medicina do Brasil; a Revista de Medicina, criada em 1916, uma das revistas acadêmicas mais antigas ainda em circulação. Ela é indexada na base de dados LILACS e é classificada pela CAPES em nível B em medicina e saúde coletiva, um feito notável para uma revista editada e publicada por alunos de graduação. É mantida pelo Departamento Científico desde 1941.
O CAOC participou de importantes momentos da história do Movimento Estudantil e do Brasil, como a Revolução Constitucionalista de 1932, a campanha campanha pela construção do Hospital das Clínicas e a campanha "O Petróleo é Nosso!". Nas décadas de 60 e 70, seus membros lutaram contra a Ditadura Militar, pela refundação da UNE em 1979, no processo da Reforma Sanitária, dentre outros. Nesses momento houve grande polarização e tensão entre os alunos da Faculdade. Aqueles envolvidos com o CAOC eram de tendências esquerdistas e se engajaram na luta contra o regime, enquanto que outro grupo de estudantes direitistas se aglutinava mais ao redor da Associação Atlética. Os estudantes se opuseram como puderam às medidas tomadas pela Congregação da Faculdade à época, que aposentou compulsoriamente alguns professores. Além disso, continuaram promovendo atividades culturais que à época seriam consideradas subversivas, e mantiveram suas publicações estudantis de maneira clandestina. Alguns estudantes se envolveram a tal ponto com o combate ao regime que chegaram a abandonar o curso médico para aderir a grupos de guerrilha urbana, como foi o caso de Reinaldo Morano, o Xixi, considerado pelos colegas como crucial no período em que esteve à frente do CAOC.. Outros casos foram os dos estudantes Gelson Reicher e Antônio Carlos Nogueira Cabral, ambos mortos em 1972 em situações até hoje não muito bem esclarecidas.
Depois da trágica morte do estudante Edison Hsueh, em 1999, durante um trote na própria Faculdade, o CAOC se destacou pela maneira de recepcionar os calouros. Desde o ocorrido, o trote foi abolido e surgiu uma cultura de integração dos novos alunos à vida universitária. Durante a o período de recepção eles são "apadrinhados" pelos veteranos e convidados a, por exemplo, participar de atividades recreativas e a doar sangue.
Ainda em 1999, no dia 11 de junho, grande parte do Porão foi destruída por um incêndio de grandes proporções, ocorrido durante uma festa promovida pelo CAOC. O CAOC e a Universidade de São Paulo chegaram a ser processados judicialmente por uma copiadora que alugava espaço no Porão, alegando danos materiais e lucros cessantes decorrentes do incêndio. A ação foi julgada improcedente, pois o incêndio havia sido considerado criminoso, embora as investigações do 23º Distrito Policial (Inquérito 838/99, Boletim de Ocorrência 5.276/99) não tenham sido conclusivas quanto à autoria e à motivação.
Logo depois do incêndio, o Porão foi totalmente interditado, e a sede do CAOC realocada para espaços precários dentro da Faculdade. Além da perda do espaço de convivência dos estudantes, isso resultou em grandes perdas financeiras para o CAOC, que mantinha sua estrutura com os recursos oriundos de aluguéis dos espaços comerciais no Porão.
Após muita cobrança e mobilização por parte dos estudantes, o uso do Porão pelo CAOC foi progressivamente retomado, barrando tentativas da Diretoria da Faculdade da época de destiná-lo a outras finalidades. No final de 2003 o Porão foi totalmente restaurado juntamente com o prédio da Faculdade, numa campanha que reuniu doações de empresas e de antigos alunos. Ele recebeu novo Centro de Vivências, centros cultural e de informática, lojas e um restaurante, e voltou a ser administrado pelo CAOC.
Por sua importância e atuação de destaque na sociedade paulistana, o CAOC foi reconhecido como entidade de utilidade pública e, recebeu da Câmara Municipal de São Paulo a Medalha Anchieta em 2004, mais alta honraria concedida por essa casa. Nos anos seguintes, implementou um projeto de restauro e organização de seu arquivo histórico, que contém importantes documentos sobre a história do Movimento Estudantil brasileiro. Ao longo de sua existência, o CAOC conseguiu preservar parte considerável de seus documentos, constituindo um dos maiores acervos estudantis. Foi lançado um livro que resgata a história dos estudantes da Casa de Arnaldo, como é conhecida a Medicina-Pinheiros.
Em 2006 foi inaugurado no CAOC um memorial em homenagem aos dois estudantes da Faculdade mortos na década de 60, por iniciativa da Secretaria Especial dos Direitos Humanos. O ministro Paulo Vannuchi, que foi secretário do CAOC em 1970, esteve presente na ocasião. Já em 2012, por indicação dos estudantes à Comissão de Centenário da FMUSP, foi a entregue a Medalha Institucional do Centenário da Faculdade ao psiquiatra Reinaldo Morano Filho, presidente do CAOC em 1969. O homenageado, à época então no quarto ano de curso, abandonou a medicina para aderir à luta armada contra o regime militar na Ação Libertadora Nacional (ALN). Preso e torturado, ficou sete anos afastado da instituição antes de retornar para concluir seus estudos. A premiação marcou uma inflexão histórica na tradicional Casa de Arnaldo, local onde houve o maior número de professores delatados dentro da USP, demitidos compulsoriamente ou presos por "subversão", durante o regime militar do período anterior.

## Entidades associadas
Ao longo das décadas de existência do Centro Acadêmico, muitos "departamentos" (como são chamados os grupos de trabalho) foram criados e extintos em seu interior, de acordo com a necessidade e os interesses dos estudantes de medicina em cada época. Tal foi o destino do Departamento Fotográfico de do anacrônico Departamento Feminino. Alguns desses grupos, ao contrário, cresceram e decidiram se separar, fundando novas associações independentes. Os casos mais notórios são sem dúvida o da Associação Atlética e o do Departamento Científico, que no entanto continuam realizando as eleições para suas gestões juntamente com as do CAOC.

### Associação Atlética Acadêmica Oswaldo Cruz
A Associação Atlética Acadêmica Oswaldo Cruz (AAAOC) foi formada a partir do Departamento de Desportos do CAOC. Fundada em 8 de outubro de 1928 e reconhecida de utilidade pública, é o órgão desportivo que representa os estudantes de medicina e os médicos residente do Hospital das Clínicas em competições. A AAAOC possui um dos clubes mais antigos de São Paulo como sede, em terreno cedido pela USP ao lado do Hospital das Clínicas. Ele conta com um complexo poliesportivo e um bosque de mata nativa, que foi recentemente tombado como patrimônio histórico do Estado de São Paulo.
Em conjunto com a AAA Horácio Lane do Mackenzie, a AAAOC organizou uma das mais tradicionais competições universitárias do país, a MAC-MED. Formou muitos atletas, tendo alguns chegado a representar o Brasil em Olimpíadas como o judoca Wagner Castropil. O Medicina Rugby, time de rugby da AAAOC, foi campeão brasileiro nos anos de 1972 e 1981. Filiada à FUPE, ela organiza e participa dos seguintes campeonatos: InterMED (campeã em mais de 30 edições), InterUSP (campeã em mais de 20), Calomed, JUP, JUSP e Copa USP.

### Departamento científico
O Departamento Científico (DC) foi um dos primeiros departamentos do CAOC, e também um dos mais atuantes. Assim como a Atlética, ele se desmembrou do CAOC e se tornou uma associação independente, mas esta continua sediado no Porão da FMUSP. Ele é responsável por coordenar as ligas acadêmicas, publicar a Revista de Medicina e organizar cursos. Promove anualmente o Congresso Médico Universitário (COMU), que recebe estudantes de medicina de todo o Brasil.

## Caoqueiros ilustres
As atividades intensas ao redor do Centro Acadêmico não apenas sempre atraíram, mas também ajudaram a formar algumas das pessoas que posteriormente se tornaram figuras ilustres no Brasil. Entre elas:
- Ernesto de Sousa Campos - Presidente do CAOC | Fundador da USP e ministro da Educação e Saúde Pública
- Flamínio Fávero - Editor da Revista de Medicina | Pesquisador e idealizador e fundador do Conselho de Medicina
- Dráuzio Varella - Editor do jornal "O Bisturi" | Escritor e comunicador
- Paulo Vannuchi - Secretário do CAOC | Jornalista e Ministro da Secretaria de Direitos Humanos
- Miguel Nicolelis - Editor do jornal "O Bisturi" | Pesquisador, primeiro brasileiro a ter um artigo publicado na capa da revista Science